# Elin Reinestrand
Elin Reinestrand, född 22 juli 1990, är en svensk före detta innebandyspelare som spelar back i KAIS Mora IF. Hon var med i det svenska landslag som vann VM-guld vid innebandy-VM 2009.

## Klubbar i karriären
- SK Örnen
- BKI Sunnanå
- Karlstad IBF
- KAIS Mora IF